# Universidad de Kalamoon
La Universidad de Kalamoon (en árabe: جامعة القلمون) es una institución privada de educación superior, ubicada a 80 km al norte de la capital de Siria, Damasco, en la ciudad de Deir Atieh en la Zona de Kalamoon. La Universidad fue fundada en 2003 como la primera universidad privada en tierra siria que ha abierto las puertas a los estudiantes sirios y tener otras oportunidades que sola las ofrecidas por las universidades públicas.
La universidad ha abierto muchas facultades, incluyendo Administración de Empresas, Nutrición, Ingeniería Informática, Informática, Relaciones Internacionales y Diplomáticas, Medicina, Odontología, Farmacia, Tecnología de la Información (IT), y Arquitectura.